# Русь
Ру́сь (д.-рус. Роусь, давньоскан. Garðaríki, ср.-грец. Ῥωσία, лат. Ruthenia), або Ру́ська земля́ (д.-рус. роусьскаꙗ землꙗ) — назва країни у Східній Європі з розташуванням у середньому Подніпров'ї. Починаючи з IX століття,наддніпрянські українські землі стали називатися Руською землею, а їх столицею був полянський Київ. Ця назва у широкому значенні почала вживатися і до інших земель підкорених Києву. У 988 р. Київська Русь прийняла православ'я від Візантії. У XI — XIII століттях Руська земля була адміністративно поділена між Київським, Чернігівським і Переяславським князівствами, а великий князь київський залишався верховним правителем Русі. З другої половини XIII століття, після знищення Київської Русі, назва охоплювала всі території, які колись корилися Києву — від Балтійського до Чорного моря. У середньовіччі використовувалася в титулах світських і духовних правителів Руського королівства, Литви, Польщі, Речі Посполитої, Новгородщини, Московії, Угорщини, Австрії тощо. У новому часі вживалася як одна із самоназв козацької держави Війська Запорозького та Російської імперії. З XVIII століття — самоназва України, Білорусі. Народ Русі називав себе русинами. Похідна від Русь, на визначення людини, приналежної до Русі, руського роду, засвідчена в угодах Олега з греками 911 р. (7 разів) та Ігоря 945 р. (6 разів) у Київській Русі, згодом у Галицько-Волинській та Литово-Руській державі.

## Географічна чи етно-територіальна сутність Руської землі
Проблему етимології слова «Русь», що дотепер залишається дискусійною, не змішують з питанням прив'язки цього імені до відповідної території.

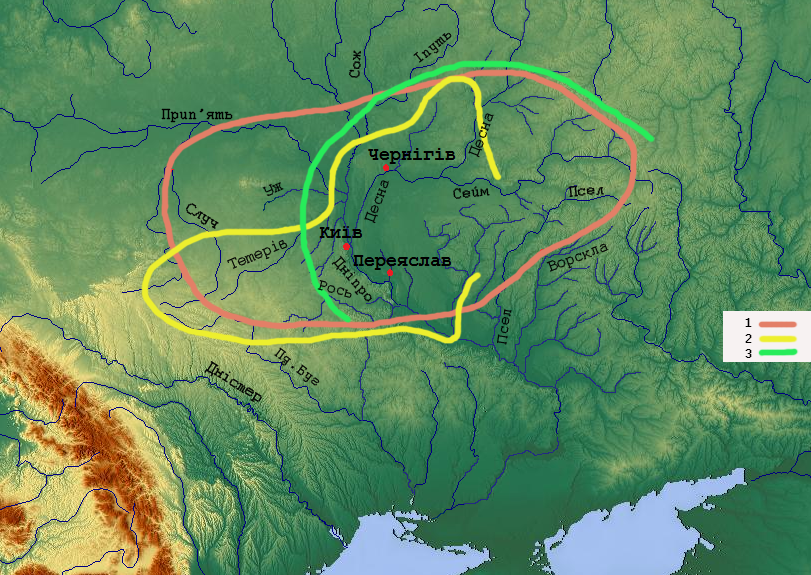
«Руська земля» у вузькому значенні терміна: 1 — за Толочком; 2 — за Насоновим; 3 — за Рибаковим

Більшість авторів вважають, що існувало два основних значення поняття Русь, Руська земля: вузьке — середнє Придніпров'я (Київське, Переяславське і Чернігівське князівства) і широке — всі землі, які увійшли в склад Київської Русі. Дискусійними є лише питання про межі Руської землі у вузькому значенні і характер змін цих меж, а також питання про те, яке із цих понять — вузьке і широке — первинне, а яке похідне.
Рибаков, Тихомиров, Насонов, Кучкін, Федотов, Робінсон, Кузьмін, Мавродін, Рогов, Шаскольський, Моця обґрунтовували первинність вузького значення Руської землі; окремі дослідники вузьке значення вважають привхідним (Ліхачов, Ведюшкіна).
Вживання терміна «Русь» та його похідних у давньоруських писемних пам'ятках дозволило виділити також інші їхні означення: етнічно-територіальне, політичне (династично-територіальне), конфесійне чи етно-конфесійне, соціальне.

### «Руська земля» у вузькому значенні
Аналіз більше семисот згадок «Руської землі» в літописних зводах дозволив уточнити значення цього словосполучення, як прийнято говорити, «у вузькому значенні». «Русь» чи «Руська земля» або «вся Руська земля» позначали Київську землю, країну полян, територію Середнього Подніпров'я.
За А. Насоновим, «Русь» або «Руська земля» як політично панівне над деякими слов'янськими племенами територіальне ядро існувало з першої половини X ст. Її межі визначаються територією Переяславської «області», Чернігівської, за винятком північних і північно-східних її частин, і Київської «області», за винятком Деревської та Дреговицької земель.
За Борисом Рибаковим тотожні назви Русь або Руська земля мають два географічних концентри у вузькому значенні:
 1) Київ та Поросся (ядро чи «Русь всередині Русі») — область, у межах якої могла існувати якась політична єдність, що укладачами літописів ХІІ-ХІІІ ст. сприймалася як далеке минуле;
 2) «вся Руська земля», у межах якої було декілька літописних племен і багато феодальних князівств, для яких політична єдність у ХІІ ст. «лише давня історична традиція» — Київ, Поросся, Чернігів, Переяславль, Сіверська земля, Курськ і, можливо, східна частина Волині, тобто лісостепова смуга від Росі до верхів'їв Сейму і Дінця.
Загалом, у географічне поняття Руської землі або «всієї Руської землі» включалися такі міста: Київ, Чернігів, Переяслав Руський, Вишгород, Білгород, Василів, Треполь. Міста Поросся: Корсунь, Богуслав, Канів, Дверен, Торцьк. Міста «Чернігівської сторони»: Стародуб, Трубеч, Глухів, Курськ, Новгород-Сіверський, Остерський Городець. «Руської землі волості» (міста Погориння): Бужськ, Шумськ, Тихомель, Вигошев, Гнійниця.
На півдні (Іпат. л.), у Новгороді (Новг. 1-й л.), на північному сході (Лавр. л.) «Русь» у географічному аспекті виразно протиставлялася Галичу, Суздалю, Смоленську і Новгороду.
Області та міста, що не входили в поняття «Русь» у вузькому значенні:
| Місто                                         | Географічне означення Русі | Приклади літописних свідчень у наукових працях |
| --------------------------------------------- | --- | --- |
| Новгород Великий                              | «Поїздки з Новгорода в Київ, Чернігів, Переяслав завжди розглядалися новгородським літописцем як поїздки в Русь». Сухопутну дорогу з Новгорода на південь називали «Руський шлях». «Новгород не називали ні „Руссю“, ні „Руською землею“ на півдні (Іпат. л., 1141 і 1178 рр..) і в самому Новгороді (Новг. 1 л.)». «Для новгородця під Руссю розумілася Київська земля… На відміну від жителів південної Русі, яких називали русинами, новгородці називали себе словенами». Новгородський перший літопис жодного разу не називає населення ані Приладожжя, ані всієї Новгородщини Руссю. | З Новгорода у 1136 р. «в то же лето, на зиму, иде в Русь архиепископ Нифонт с лучьшими мужи и заста князе с церниговьци стояще противу собе, и множество вои» [Архівовано 1 лютого 2014 у Wayback Machine.], [Архівовано 15 лютого 2019 у Wayback Machine.] 1149 р. — «иде археопископ новгородскыи Нифонтъ въ Русь» [Архівовано 15 лютого 2019 у Wayback Machine.] 26.XI.1141 [Архівовано 24 березня 2014 у Wayback Machine.]. А коли Святослав (Ольгович) утікав із Новгорода (і) йшов у Русь до брата… [Архівовано 2 лютого 2014 у Wayback Machine.] У 1178 р. новгородці прислали до Мстислава Ростиславича, що володів Білгородом Київським, своїх мужів із запрошенням на князювання у них. Він же «… не хотяще ити из Рускои земли». Проте його вмовили, і на прощання князь заявив: «… не могоу никакого же. Рускои земле забыти» [Архівовано 2 лютого 2014 у Wayback Machine.]. 1179 р. — "Тъгда же новгородьци послашася по брата его по Мьстислава въ Русь, и въниде Мьстиславъ въ Новъгородъ… [Архівовано 31 жовтня 2007 у Wayback Machine.] 1221 р. — «Показаша путь новгородци князю Всеволоду: „не хощемъ тебе; поиди, камо хочеши“; иде къ отцеви в Русь» [Архівовано 3 вересня 2014 у Wayback Machine.] |
| Володимир-на-Клязьмі, Ростов, Суздаль, Рязань | «Ростово-Суздальська земля, а рівно і Рязань, протиставляються „Русі“ і в південному літописі і в північно-східному». | Лавр. л. за 1152 р. [Архівовано 15 квітня 2013 у Wayback Machine.] «В то же лето поиде Гюрги с сынми своими и с ростовцы с суждальци и с рязанци и со князи рязаньскыми в Русь…» [Архівовано 1 лютого 2014 у Wayback Machine.] Березень 1181 [Архівовано 30 липня 2009 у Wayback Machine.]. «Святослав же, ідучи із землі Суздальської, попалив город Дмитров. А коли вийшов він із Суздальської землі, то одпустив брата свого Всеволода (Святославича), і Олега, сина свого, і Ярополка (Ростиславича) в Русь, а сам (із) сином з Володимиром пішов до Новгорода Великого» [Архівовано 8 грудня 2009 у Wayback Machine.]. Після смерті Андрія Боголюбського на нараді у Володимирі говорилося: «…князь наш убьен, а детей у него нету, сынок его в Новегороде, а братья его в Руси…» [Архівовано 8 грудня 2009 у Wayback Machine.] |
| Смоленськ                                     | Смоленськ не вважали ані «Руссю», ані «Руською землею». | В Смоленську «Ізяслав дав дари Ростиславу, котрі (були) од Руської землі і од усіх цесарських земель, а Ростислав дав дари Ізяславу, котрі (були) од верхніх земель і од Варягів» [Архівовано 2 лютого 2014 у Wayback Machine.] Смоленський князь Давид Ростиславич «сина свого Костянтина в Русь посла, братові своєму Рюрикови на руце». Рюрик в цей час був князем Київським [Архівовано 1 лютого 2014 у Wayback Machine.] |
| Галич                                         | Галич був за межами власне Русі. | 1152 р., коли об'єднані поволзькі сили рушили відновлювати на Середньому Дніпрі владу Юрія Долгорукого, до них знову вирішив приєднатися й володар Галича Володимирко Володаревич: «Володимиръ же слышавъ оже идеть сватъ его Дюрги в Русь. поиде из Калича Киеву. Изяславъ же поиде противу Володимеру. Володимиръ же возвратися в Галич. Гюргеви же идущю в Русь. пришедъ и ста оу Глухова» [Архівовано 2 лютого 2014 у Wayback Machine.]. |

### «Руська земля» в широкому значенні
Проблема географічних рамок поняття «Руська земля» в широкому значенні при всій показній ясності її продовжує залишатися невирішеною.
Як «найбільш систематичне джерело», яке залучають для визначення меж Руської землі в широкому значенні, визнають «Список руських міст далеких та близьких» (1375—1381 рр.), в який потрапили не тільки власне руські, але також болгарські, волоські, польські та литовські міста. На думку дослідників таке розуміння пов'язано з тим, що під терміном «руські» середньовічний книжник мав на увазі швидше за все етно-конфесійну спільність, близьку до того, що зараз іменується терміном «православний». Також, на думку М. М. Тихомирова, «в основу визначення того, що вважати руськими містами, був покладений принцип мови» — мови книжково-письмової, яку в сучасній славістиці прийнято називати церковнослов'янською.
- Русь — давня назва Київської землі, країни полян, території Середнього Подніпров'я. Відома з середини IX століття до приходу Олега (Ольгъ) в Київ (Федотов, 1837[10]; Насонов, 1951[22]; Тихомиров, 1979[8])
- Русь — назва усіх земель, яка у своєму найбільш давньому та основному значенні є поняттям загальним, зверненим до всіх руських [російських] земель і до всього руського [російського] народу загалом (Ліхачов, 1950[29]). Цей погляд заперечував дослідження літописних даних, проведених М. М. Тихомировим та його попередниками[20] і, за Б. О. Рибаковим, «абсолютно позбавлений історичного підходу в питанні утворення народності»[20].
- У XI—XIII століттях назва Середньої Наддніпрянщини — Київське, Чернігівське та Переяславське князівства.
- У XIII—XIV століттях назва поширюється на всю Київську Русь.

## Етно-територіальні означення Русі в дипломатичних документах, літературі, картографії

### Згадки в дипломатичних документах
- У литовсько-польському договорі 1352 року про розподіл земель колишньої Галицько-Волинської держави вона названа «Руською землею». Галичина фігурує як «Русь, що короля слухає», а Волинь — «Русь, що Литви слухає»[30].

### Згадки в літературі
У середньовічному кастильському гербовнику «Книзі знань про всі королівства», написаному анонімним автором близько 1350 року, Русь згадується під назвою великої країни «Роксія» (Roxia). Землі Русі лежать на захід від Танаїса (Дону). Столицею цієї країни є місто Ксорман (Xorman), що одночасно є столицею окремого королівства Ксорман. Окремо від Русі згадуються Львівське королівство, Новгородська держава та Московія.

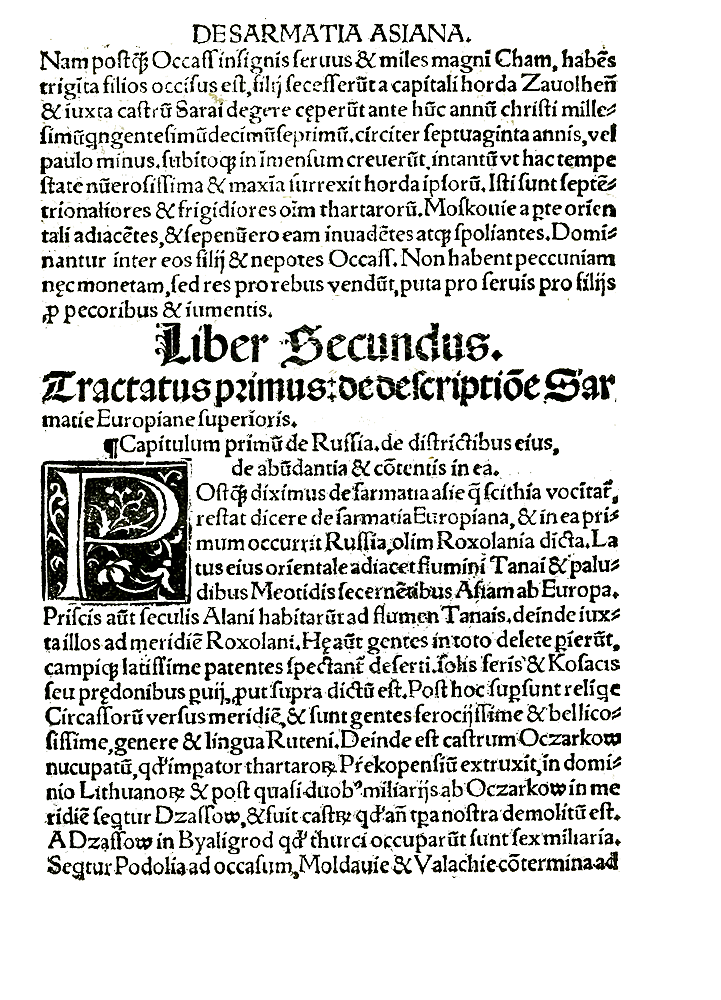
Глава про Русь в «Трактаті про дві Сарматії».

Русь раннього нового часу описується в «Трактаті про дві Сарматії» (1517), що був складений краківським каноніком Матвієм із Міхова. Під Руссю (лат. Russia) він розуміє південно-західну складову Європейської Сарматії, терени сучасної України, які також називає Роксоланією (лат. Roxolania). Згідно з «Трактатом» Русь розташована між татарським Танаїсом (Доном), Сарматськими горами (Карпатами) та Таврійським островом (Кримом). На північ від неї лежить Литва, на заході — Польща, на півдні — Крим та Молдова, а на сході — Московія та Скіфія (Татарія). По центру Русі протікає її головна річка — Борисфен (Дніпро). Біля Сарматських гір мешкають русини, на чолі яких стоять поляки. Столицею Русі є Львів. Руські землі багаті на хліб, мед, пиво, домашню худобу, хутра, рибу, рослинні барвники. На заході Русі видобувають сіль та крейду. В країні представлені 4 конфесії — католицизм, православ'я, юдаїзм та вірменське християнство. Найбільшою з них є друга конфесія, що також називається руською вірою. Русини слідують грекам у моді й обрядах, мають власне письмо, подібне до грецького, але в церквах на службі читають і співають сербською мовою. На чолі їх стоїть митрополит, що сидить у Києві, колишній столиці Русі. Руські пани і князі підпорядковуються великому князеві литовському. Руська мова побутує як в Русі, так і за її межами — в Литві, Новгородщині, Псковщині та Московії.
За Гваньїні (1578) Руська земля називалася раніше Роксоланія і поділена була на Русь Білу, біля Києва, Смоленська, Вітебська, землі Сіверської;
Русь Чорну в землях північно-західної Білорусі і Червону Русь біля Бескидів (Карпат) і простягається вона від Дністра до Дону, від Криму і до Литовського князівства. Жителів Руської землі називали старі автори роксоланами або слов'янами. Як синонім Русі Червоної вживалося також термін Поділля.
У праці «Книжка» 1600 року православного полеміста Івана Вишенського, Русь згадується не як країна, а як одна із самобутніх православних націй, поряд із греками, албанцями, сербами, болгарами, москвою та іншими.
Частина Русі в старих авторів називалася Сарматією Азійською (Sarmatia asiatica) на відміну від Русі, яка належала до Польського Королівства і називалася Сарматією Європейською. Пізніше цю Сарматію Азійську називали Чорною Русю і нові автори називали її Московією. Границя проходила до витоків Дніпра (біля Смоленська) та Дону (біля Новомосковська, Тульської об-ті). Власне Польща називалася в ті часи — Вандалія. Біла Русь обмежувалася — Великим Князівством Литовським. І до Червоної Русі, яка власне Королівською називалася, входили: Київщина, Волинь, Поділля, Брацлавщина, Холмська, Белзька та Галицька землі, Львівська земля, яка називалася також Малою Русю або Південною Русю (Russia Australis), сюди входило також місто Ярослав.

### Русь на географічних картах
Назва «Русь» з'явилася вперше на картах (1154, 1192 років) Мухаммада аль-Ідрісі («ар-Русіййа» — «Русь») та на англійських Солійській («Карті Генріха Майнцького») межі ХІІ-ХІІІ ст. («Russia» — «Русь») біля устя Дунаю, Герефордській карті 1290-х рр. («Rusia» — «Русь»), німецькій Ебсторфській карті ХІІІ ст. («Rusia regio» — «Країна Русь»), карті Джона Водллінгфордського сер. ХІІІ ст. («Russia» — «Русь») тощо.

## Руські землі у складі Речі Посполитої
У Речі Посполитій 1569–1795 років Руссю називали українські етнічні та білоруські землі, що перебували під владою Корони Польської. Вони входили до складу провінції Великого князівства Литовського та Малопольської провінції.

Малопольська провінція поділялися на такі воєводства:
| Воєводство | Воєводство              | Центр     |
| ---------- | ----------------------- | --------- |
|            | Підляське воєводство    | Дорогочин |
|            | Руське воєводство       | Львів     |
|            | Белзьке воєводство      | Белз      |
|            | Волинське воєводство    | Луцьк     |
|            | Подільське воєводство   | Кам'янець |
|            | Київське воєводство     | Київ      |
|            | Брацлавське воєводство  | Брацлав   |
|            | Чернігівське воєводство | Чернігів  |

## У поп-культурі
- Русі присвячено однойменний вірш Василя Симоненка[40]
- Альбом Dub Buk «Русь понад усе!»

### Монографії
- Грушевський, М. С. Історія України-Руси. Київ-Львів, 1907. Т. 4.
- Данилевский И. Н. Древняя Русь глазами современников и потомков (IX—XII вв.): Курс лекций. М., 1998.  [Архівовано 20 березня 2013 у Wayback Machine.]
- Древняя Русь в свете зарубежных источников: Хрестоматия. Т. I: Античные источники. Москва, 2009. ISBN 978-5-91244-004-5
- Купранець О. Походження назви «Русь» в «Хроніці Руської землі» Олександра Гванінуса з 1611 року. Рим-Торонто, 1977.
- Моця О. П. Південна «Руська земля». К., 2007.
- Насонов, А. Н. «Русская земля» и образование территории древнерусского государства. Москва, 1951. С. 27-44. [Архівовано 15 грудня 2019 у Wayback Machine.]
- Рыбаков Б. А. Происхождение Руси // Киевская Русь и русские княжества XII—XIII вв. М., 1982. С. 55-67, 73, 85-90.  [Архівовано 24 липня 2020 у Wayback Machine.]
- Тихомиров М. Н. Русское летописание. М., 1979. С. 22-48.  [Архівовано 8 грудня 2009 у Wayback Machine.]
- Андрощук Ф. О. Від вікінгів до Русі. — Київ: Laurus, 2022.

### Статті
- Войтович Л. Русь: поморські слов'яни чи варяги? [Архівовано 13 липня 2021 у Wayback Machine.] // ПС. — Львів, 2011. — Вип. 60. — С. 33–46.
- Генсьорський А. І. Термін «Русь» (та похідні) в Древній Русі… [Архівовано 1 серпня 2009 у Wayback Machine.] // Дослідження і матеріали з української мови. — К., 1962. — Т. V. — С. 16—30.
- Жиленко І. В. До історії використання топоніму «Русь», «Рóссія» в українській історіографії до XVIII ст. та, зокрема, автором «Синопсиса» // Синопсис Київський. — К., 2002.  [Архівовано 1 жовтня 2009 у Wayback Machine.]
- Кучкин В. А. «Русская земля» по летописным данным XI — первой трети XIII в // Древнейшие государства Восточной Европы : материалы и исследования : 1992—1993 годы / Российская Академия наук, Институт российской истории ; отв. ред. А. П. Новосельцев. — Москва : Наука, 1995. — С. 74—100. — ISBN 5-02-009784-5.
- Моця О. П. «Руська» термінологія в Київському та Галицько-Волинському літописних зводах // Археологія. — 2009. — № 1. — С. 7-16.  [Архівовано 14 грудня 2013 у Wayback Machine.]
- Рогов А. И. О понятии «Русь» и «Русская земля» (по памятникам письменности XI — начала XII вв.) // Формирование раннефеодальных народностей / Академия наук СССР, Институт славяноведения и балканистики ; ред. коллегия (отв. ред. В. Д. Королюк). — Москва : Наука, 1981. — С. 151—156.
- Стех М. Р. «Очима культури» 16. Про Русь і руську спадщину [Архівовано 2 травня 2014 у Wayback Machine.]
- Толочко П. П. Где находилась изначальная Русь? [Архівовано 21 лютого 2014 у Wayback Machine.] // Християнізаційні впливи в Київській Русі за часів князя Оскольда: 1150 років. Матеріали міжнародної наукової конференції. — Чернігів : Вера и Жизнь; Луцьк : Терен, 2012. — С. 4-17.
- Тихомиров М. Н. Происхождение названий «Русь» и «Русская земля» // Советская этнография. — 1947. — № 6—7. — С. 60—80 (перевид.: Тихомиров М. Н. Русское летописание. — М., 1979. — С. 22—48).
- Федотов А. О значении слова Русь в наших летописях // Русский исторический сборник. — М., 1837. — Т. 1. — С. 104—121.

### Довідники
- Котляр, М. Ф. Русь [Архівовано 13 квітня 2016 у Wayback Machine.] // Енциклопедія історії України : у 10 т. / редкол.: В. А. Смолій (голова) та ін. ; Інститут історії України НАН України. — К. : Наукова думка, 2012. — Т. 9 : Прил — С. — С. 388. — ISBN 978-966-00-1290-5.
- Котляр, М. Ф. Руська земля [Архівовано 9 липня 2016 у Wayback Machine.] // там же, с. 389.
- Русь // Українська мала енциклопедія : 16 кн. : у 8 т. / проф. Є. Онацький. — Накладом Адміністратури УАПЦ в Аргентині. — Буенос-Айрес, 1964. — Т. 7, кн. XIII : Літери Риз — Се. — С. 1647—1649. — 1000 екз.